# Porażenie nerwu krtaniowego wstecznego
Porażenie nerwu krtaniowego wstecznego – zespół objawów występujący w przypadku porażenia nerwu, który unerwia krtań. Nerw krtaniowy wsteczny (zwrotny) odchodzi od nerwu błędnego i wstecznie powraca w obręb szyi, oddając gałązki unerwiające wszystkie wewnętrzne mięśnie krtani (z wyjątkiem mięśnia pierścienno-tarczowego, unerwianego przez nerw krtaniowy górny, którego uszkodzenie powoduje zmianę barwy głosu).
Ten fakt warunkuje dość bogatą symptomatologię objawów chorobowych:
- bezgłos (przy porażeniu obustronnym) lub chrypka (przy porażeniu jednostronnym)
- świst krtaniowy (stridor)
- zaburzenia połykania (dysfagia)
- duszność

Przyczyny:
- nowotwory złośliwe rozwijające się w obrębie szyi
- tętniak pnia ramienno-głowowego
- tętniak tętnicy podobojczykowej prawej
- działanie jatrogenne po zabiegu chirurgicznym w obrębie szyi, np. po strumektomii
- wole
- uraz szyi
- tętniak aorty
- powiększenie lewego przedsionka

Przeczytaj ostrzeżenie dotyczące informacji medycznych i pokrewnych zamieszczonych w Wikipedii.